# Внизу
«Внизу» (англ. Beneath) — американский фильм ужасов 2013 года режиссёра Ларри Фессендена. Мировая премьера фильма состоялась 3 мая 2013 года на кинофестивале Стэнли, а затем на телеканале Chiller. В главных ролях Дэниэл Дзоватто, Бонни Деннисон и Крис Конрой. Фильм рассказывает о подростках, которые должны бороться за свою жизнь против сома-людоеда.
Цифровой комикс, основанный на фильме, был выпущен в июле 2013 года. Комикс, также названный Beneath, исследует предысторию сома и подробно описывает другую группу, на которую гигантская рыба напала в 1960-х годах.

## Сюжет
Шесть старшеклассников на последний день вместе отправляются на уединенное озеро. Группа состоит из Джонни, Китти, её подруги Деб, Зика, парня Китти Мэтта и Саймона и брата Мэтта. Находясь на озере, Джонни встречается с мистером Парксом, другом своего дедушки, который предупреждает его быть осторожным в озере. Хотя Джонни уверяет его, что он проявит уважение, он не может убедить других, поскольку они вызывают беспокойство во время пребывания в лодке.
В конце концов, они начинают чувствовать, как неизвестный объект касается их под водой. Они пытаются вернуться на берег, но теряют весло в воде. Когда Деб протягивает руку, чтобы забрать его, её кусает гигантская рыба, в результате чего она умирает от потери крови. Группа отчаянно пытается грести к берегу одним веслом, но гигантская рыба кусает и уничтожает оставшееся весло. В отчаянии они бросают тело Деб за борт, чтобы отвлечь рыбу, но это не помогает, оставляя группу в затруднительном положении на озере.
Китти обвиняет Джонни в том, что он знал о рыбе, потому что ранее он пытался дать ей ожерелье для защиты. После того, как Зик пытается убедить группу бросить Джонни за борт, он прыгает за борт и исчезает вместе с рыбой, которая следует за ним. Разгневанный Мэтт выбрасывает Зика за борт после того, как он обвинил Китти в том, что она спит с обоими братьями. Вскоре его заживо съедает рыба со его GoPro, записывая испытание. Джонни, добравшийся до берега, отправляется на лодке, чтобы спасти группу. Он пытается связать веревку, чтобы отбуксировать лодку в безопасное место, но рыба ударяет лодку, заставляя её вращаться с веревкой, завязывающей шею Джонни. Китти пытается перерезать веревку, но он умирает.
Китти, Мэтт и Саймон бросают тело Джонни в воду, чтобы отвлечь рыбу, но, как ни странно, она отказывается его есть. Троица спорит о более ранних инсинуациях Зика относительно Китти, и Мэтт сердито бросает её в озеро. Китти отказано вернуться на лодку, и она уплывает. В приступе безумия братья дерутся, и оба в конечном итоге падают в воду. Саймон получает травму головы, и капли крови падают в воду, привлекая рыбу. Мэтт пытается помочь своему брату, но Саймон скидывает его в озеро, и рыба съедает его, пока Саймон плывёт к берегу.
Тем временем Китти наблюдает за телом Джонни, плавающим рядом, когда она сидит на перевернутой моторной лодке. Она снимает с него ожерелье, и рыба сразу же нападает на труп Джонни. Веря, что ожерелье защитит её, Китти удаётся вернуться на берег. Тем не менее, она сталкивается с Саймоном, который топит её на мелководье, несмотря на её просьбы.
Когда наступает ночь, окровавленного Саймона встречает мистер Паркс и спрашивает о Джонни. Саймон отвечает, что все мертвы. Мистер Паркс, заявляя, что Джонни всегда был добр к нему, требует, чтобы Саймон вернулся в озеро. Когда Саймон отказывается, он шокирован, увидев, что мистер Паркс держит пистолет, а также GoPro Зика, и понимает, что тот знает, что произошло. Мистер Паркс стреляет в Саймона несколько раз, пока тот не возвращается в воду. Саймон пытается сбежать, но рыба тащит его под воду и съедает его. Ожерелье Джонни, покрытое кровью, омывается на берегу на дне озера.

## В ролях
- Бонни Деннисон — Китти
- Дэниэл Дзоватто — Джонни
- Джонни Орсини — Саймон
- Крис Конрой — Мэтт
- Гриффин Ньюман — Зик
- Маккензи Росман — Деб
- Марк Маргулис — мистер Паркс

## Производство
Планы на фильм были впервые официально объявлены в 2012 году, и Даниэль Дзоватто был назван одной из главных ролей в фильме. Съёмки происходили в течение 18 дней, и Фессенден сам спроектировал рыбу, так как хотел, чтобы она напоминала «настоящую рыбу, а не злое существо». Фессенден испытывал некоторые трудности со съёмками, так как у него и других членов съёмочной группы были только небольшие лодки, на которых можно было снимать, и что «любой переезд компании занял целую вечность». Он также значительно пересмотрел сценарий, удалив несколько сцен воспоминаний, в попытке «сохранить драму в клаустрофобной лодке».

## Критика
Фильм получил негативные отзывы от критиков, Film School Rejects отметил, что фильм был «тем, что происходит, когда инди-режиссёры должны оплатить счета». Dread Central сравнил фильм с фильмом «Комната», сказав, что «оба, казалось бы, забывают о своей откровенной ужасности». The Hollywood Reporter и RogerEbert.com дали более смешанные отзывы, при этом The Hollywood Reporter прокомментировал, что фильм был «эффективно снят, отредактирован и с музыкой», но что «в противном случае это ещё один из тех удручающих примеров плохих фильмов, происходящих с интересными режиссёрами».
На Rotten Tomatoes фильм имеет рейтинг 35% на основе 17 отзывов, со средней оценкой 4,9 из 10. На Metacritic фильм имеет рейтинг 40 из 100 на основе 8 отзывов, что указывает на «смешанные или средние отзывы».